# Alban Bunjaku
Alban Bunjaku (* 20. Mai 1994 in London) ist ein ehemaliger kosovarischer Fußballspieler. Der Mittelfeldspieler spielte bis Sommer 2016 für den niederländischen Fußballklub FC Dordrecht.

## Karriere
Der im Londoner Stadtteil Romford geborene Bunjaku wechselte 2002 in die Jugend des FC Arsenal. Vorher war er bei den lokalen Klubs Ascot United und Eastbrook tätig. Für die U-18 der Gunners erzielte er 15 Tore in 23 Einsätzen. Im Sommer 2012 wechselte Bunjaku zum spanischen Zweitligisten Sevilla Atlético. Bei dem Reserveteam des Erstligisten FC Sevilla erzielte er ein Tor in zehn Spielen. Während seiner Zeit dort wurde er an Slavia Prag ausgeliehen. Bei den Tschechen kam er aber lediglich in der zweiten Mannschaft zum Einsatz.
Im Juni 2014 kehrte er zurück nach England und schloss sich Derby County an. In den folgenden anderthalb Jahren stand er die meiste Zeit für die Reserve-Mannschaft auf dem Platz. Sein Vertrag wurde Anfang 2016 im beiderseitigen Einverständnis aufgelöst.
Am 18. Januar 2016 wechselte Bunjaku zum niederländischen Zweitligisten FC Dordrecht.

## Nationalmannschaft
Bunjaku war sowohl für den englischen als auch für den albanischen Fußballverband spielberechtigt. 2012 wurde er für die albanische U-19-Nationalmannschaft nominiert.
2014 wurde in die kosovarische Fußballnationalmannschaft berufen. Sein Debüt gab er am 21. Mai 2014 in einem Freundschaftsspiel gegen die Türkei.